# Городище (Коломна)
Городи́ще (Городищи) — микрорайон города Коломны. В 1926 г. село Городище вошло в состав Коломны.

## Происхождение названия
Село Городище названо так потому, что на левом берегу реки Коломенки, в месте, называемом Таборы, существовало укрепление (городище), включающее в себя ров, земляной вал и частокол. Это подтвердили археологические раскопки, проводимые здесь в 1935—1937 и в 1960.

## География
Находится в северо-западной части города на левом берегу реки Коломенка, граничит с районами Запруды и Сандыри.

## История
Впервые упоминается под 1577 / 1578 годом в «Книге Коломенского уезда, письма и меры Данила Петровича Житова да Фёдора Комынина со товарищи лета 7086 года» как «вотчина владыки Коломенского село Городище на речке на Коломенке, а в селе храм Зачатия Иванна Предотечи, каменный». В этой записи упомянуто древнейшее сооружение Коломны — церковь Иоанна Предтечи в Городище.
В 1612 году, после того, как атаман Заруцкий и Марина Мнишек разорили Коломну, они поселились в доме вблизи села Городище, «понаделали засады, окопались и даже выстроили острог или деревянную крепость». Юго-восточнее села в XVIII веке находился загородный дворец коломенских епископов. В 1926 г. село вошло в состав Коломны. В начале 1950-х годов здесь развернулось строительство индивидуальных домов, а в 1956—1957 гг. севернее Малинского шоссе возник Новый посёлок (также в основном из частных одноэтажных домов).

## Транспорт
С центром города район связан автобусными маршрутами № 1, 2, 10, 17, проходящими по улице Октябрьской Революции, Малинскому шоссе и Городищенской улице.